# Cornus walteri
Cornus walteri — вид квіткових рослин з родини деренових (Cornaceae).

## Біоморфологічна характеристика
Дерево 6–15 метрів заввишки. Кора темно-сіра, прямокутно розщеплена. Молоді гілки зелені, ± 4-кутні, густо запушені сірувато-білими короткими трихомами; старі гілки жовто-зелені, голі. Листки супротивні, на (0.8)3.5 см ніжках; пластинка від вузькоеліптичної до широкояйцеподібної форми, 4–12(15) × 1.7–5.5(8) см, абаксіально (низ) світло-зелена та з сірувато-білими короткими притиснутими трихомами, верхівка коротко або довго загострена. Суцвіття щільні, 7–9 см у діаметрі, з короткими білими трихомами. Квітки запашні, білі, ≈ 9.5 мм у діаметрі. Частки чашечки трикутні, ≈ 0.4 мм. Пелюстки видовжено-ланцетні, 4.5–6 × 1.2–1.5 мм. Тичинки рівні чи довші за пелюстки; пиляки світло-жовті, рідше рожево-червоні. Плід чорний, кулястий, 6–7(8) мм у діаметрі; кісточки стиснуто кулясті, ≈ 5 × 4 мм в діаметрі, непомітно ребристі. Цвітіння: травень і червень, плодіння: серпень — жовтень.

## Поширення
Росте в Азії: Китай, Корея. Населяє змішані рідко-густі ліси; 300–2500(3000) метрів.

## Використання
Плоди та листя використовувалися для лікування запалень шкіри або фурункулів, спричинених лаковою отрутою (спричиненою видами Toxicodendron). Листя є антигіперглікемічним, протизапальним, проти ожиріння, антиоксидантним і в’яжучим засобом, їх використовують для лікування діареї та шкірних проблем. Дослідження показали, що вони можуть бути ефективним засобом для боротьби зі старінням шкіри (зморшки, втрата еластичності тощо), спричиненим УФ-випромінюванням.
Плід є джерелом олії.
Деревина дуже тверда і важка. Його використовують для виготовлення таких інструментів, як киянки.

## Галерея

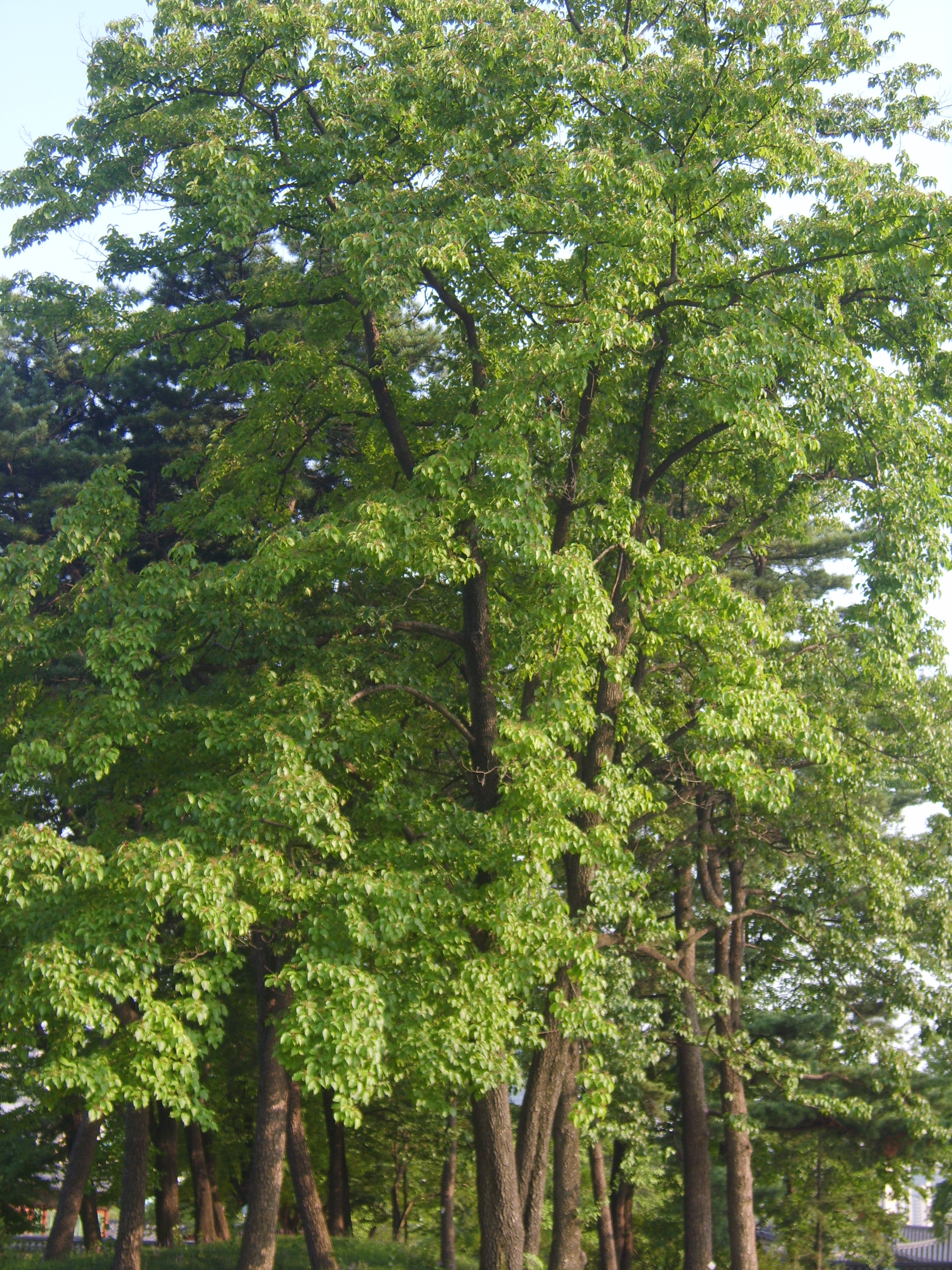
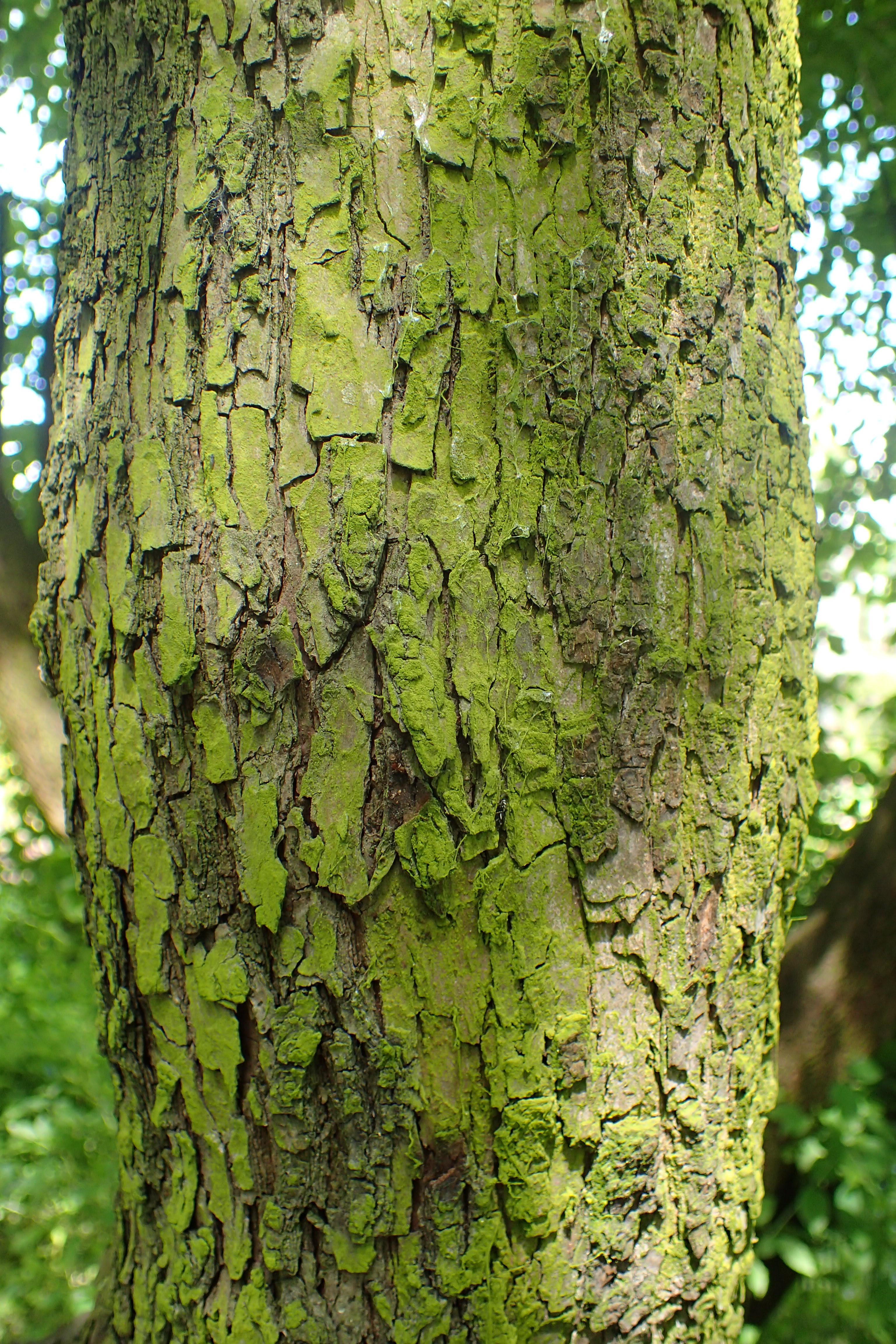
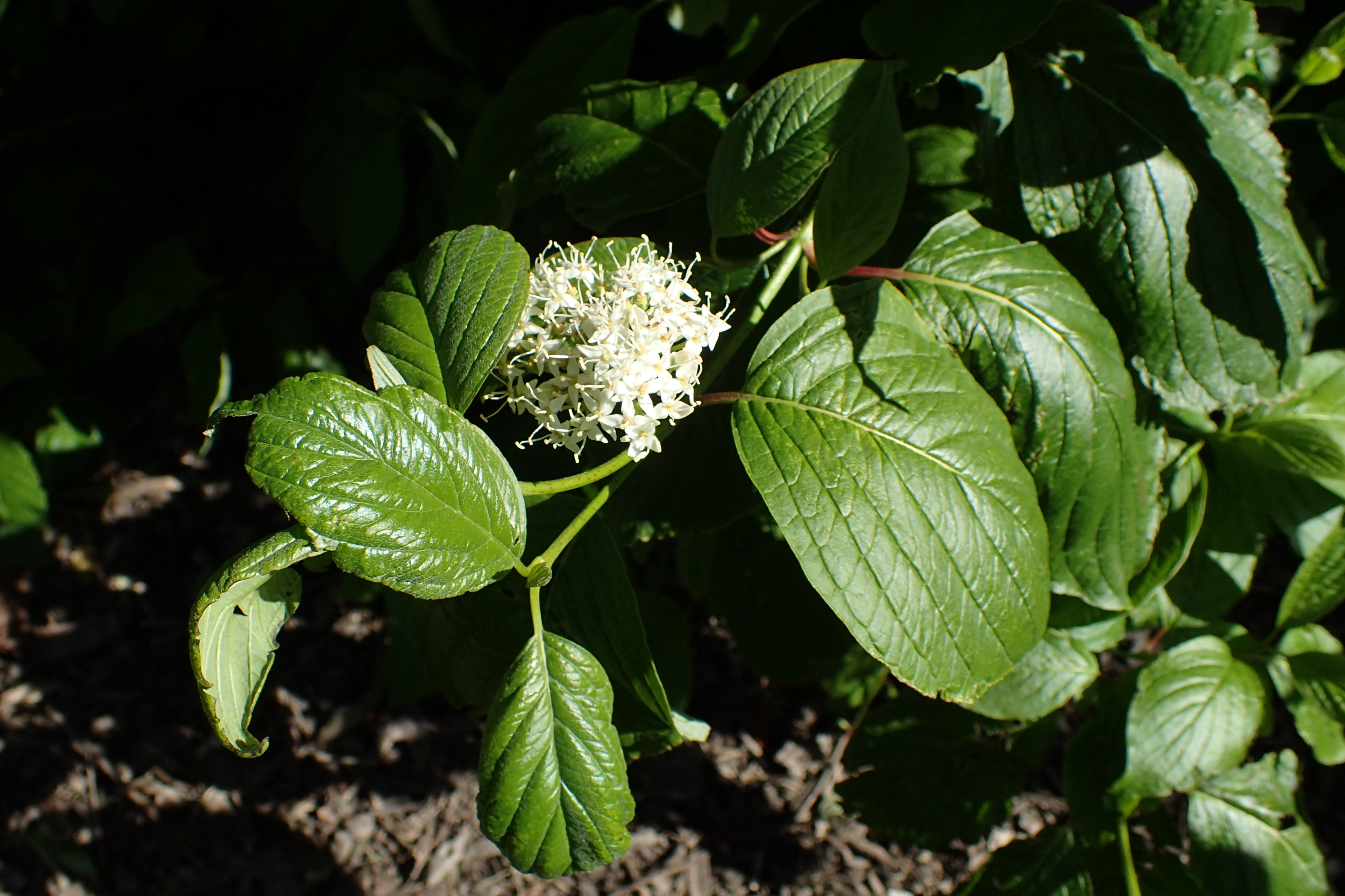
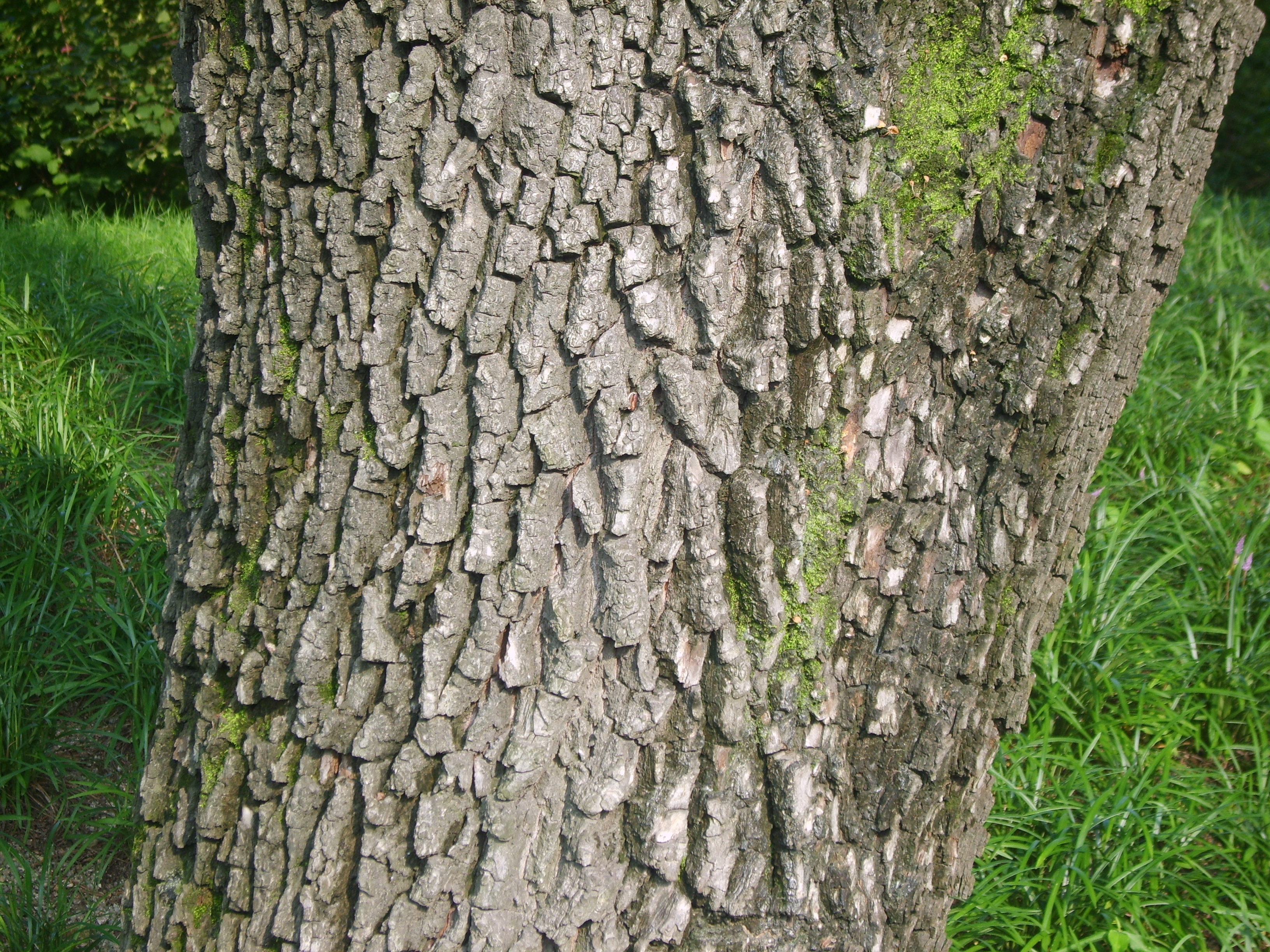
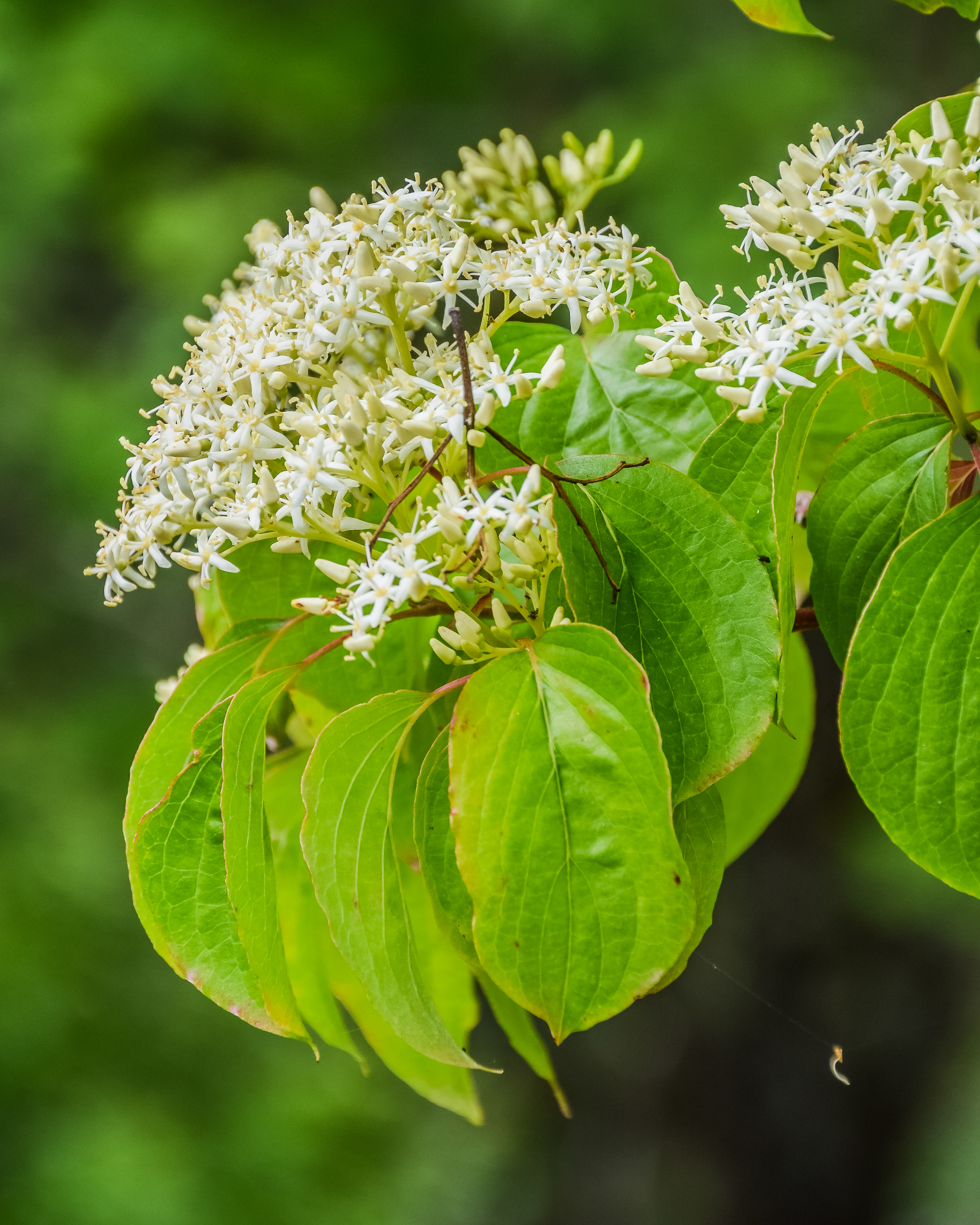